# Deborah Blando
Deborah Salvatrice Blando (Sant'Agata di Militello, 3 de março de 1969) é uma cantora, compositora e multi-instrumentista ítalo-brasileira.
Blando é poliglota; fala, compõe e canta em português, italiano, espanhol, ucraniano, alemão, inglês e francês. Reconhecida pelo tom suave, mas potente de sua voz, é recordista de vendas das trilhas sonoras de telenovelas, e é também conhecida por suas canções altamente românticas, e mais recentemente pelas pop eletrônicas.
Blando assinou contrato com a Sony Music em 1990, lançando seu primeiro álbum, A Different Story, no ano seguinte. O álbum trouxe sucesso internacional para a cantora, com os singles sendo bem executados nas rádios americanas, europeias e australianas. O sucesso de Blando se estendeu para o Brasil durante toda a década de 90, com o lançamento de diversas canções que ficaram em 1º lugar nas rádios do país e que foram trilhas sonoras de telenovelas. Ela lançou mais dois álbuns durante tal década: Unicamente (1997) e Deborah Blando (1998). Entre seus maiores sucessos, estão "Innocence", "A Maçã", "Unicamente", "Somente o Sol" e "A Luz Que Acende o Olhar", que foi lançada em 2002 para a sua primeira coletânea de mesmo nome. Entre 2003 e 2011, Blando passou por diversos problemas pessoais e de saúde, o que a fez colocar sua carreira em hiato, mas, mesmo assim, lançou mais canções para trilhas sonoras de telenovelas. A cantora lançou seu primeiro álbum em 13 anos, In Your Eyes, em 2013.
Durante sua carreira, Blando participou das trilhas sonoras de mais de vinte telenovelas, além de gravar canções para campanhas da Coca-Cola e filmes da Disney. Até 2002, a cantora havia vendido mais de seis milhões de álbuns. Blando é reconhecida como uma das poucas artistas brasileiras a conseguir sucesso internacional.

## Biografia
Deborah Salvatrice Blando nasceu em Sant'Agata di Militello, cidade italiana localizada na província de Messina, na região da Sicília. A cantora é filha de um italiano com uma brasileira, e também é neta materna de ucranianos, que apesar de terem imigrado para Santa Catarina, onde nasceu sua mãe, Leoni Harmatiuk, fixaram residência no Paraná, onde a mãe da cantora foi criada. Primogênita, tem dois irmãos, Annalisa e Piercarlo. Deborah chegou ao Brasil com sua família aos cinco anos de idade, pois seu pai, Pietro Carmelo, trabalhava em uma multinacional e havia sido transferido para o Rio de Janeiro, onde conseguiu expansão em sua carreira. Deborah viveu na Capital Fluminense até os nove anos de idade, quando seu pai foi novamente transferido, desta vez para Florianópolis, cidade natal de sua mãe. No ano seguinte, a família voltaria para a Itália, pois seu pai havia recebido uma proposta para voltar ao seu país natal, porém Deborah, sua mãe e seus irmãos pediram para seu pai ficar no país, e então a família decidiu continuar vivendo em Florianópolis.

## Vida e Carreira

### 1981–1989: Primeiros trabalhos
Desde criança, apresentava aptidão musical, tanto que, aos dois anos, participou do Festival de Sanremo, chamado de Zecchino D'Oro, onde venceu como a melhor cantora infantil. Em Florianópolis, era destaque no coral do colégio de freiras no qual estudava. Nas horas vagas, cantava em um clube local, onde se destacava como solista. Em uma de suas apresentações, um executivo catarinense a chamou para gravar seu primeiro long play italiano. Como Deborah foi considerado um nome muito americanizado para cantar canções italianas, a apelidaram de Giovanna, e então, em 1981, aos 12 anos, gravou seu primeiro álbum sob o pseudônimo de Giovanna, intitulado Alegria da Gente e completamente gravado em italiano, se apresentando nos principais programas de televisão da época. Seus pais no entanto, não permitiram que a carreira viesse a atrapalhar seus estudos, e assim parou com a carreira infantil. Em 1986, ao terminar o ensino médio, foi descoberta pelo cantor e compositor Oswaldo Montenegro, que estava visitando Florianópolis em busca de novos talentos musicais.  Foi convidada por ele para gravar a trilha sonora da peça teatral Os Menestréis.

### 1990–1994:A Different Story
Em 1990, Deborah Blando já era contratada da Sony Music Brasil e conheceu Cyndi Lauper e seu empresário na época, David Wolf. Deborah logo se mudou para Nova York e assinou contrato com a Sony Music Internacional para o lançamento do disco A Different Story, em 1991. O primeiro single "Boy (Why Do You Wanna Make Me Blue)" entrou para a parada dance americana e no comercial da Diet Coke. O álbum foi relançado em edição especial para o Brasil em 1993, incluindo uma nova versão para "Decadence Avec Elegance", de Lobão (trilha da telenovela Deus Nos Acuda), e uma versão de "A Maçã", sucesso de Raul Seixas. O single "Innocence" ficou em #13 nas maiores rádios da Europa, enquanto no Brasil foi número #1 por sucessivas semanas. Em 1995, Deborah foi convidada pela banda espanhola de trip hop B-Tribe para participar do álbum Suave Suave. Foi também convidada pela Coca-Cola para gravar a faixa "O Descobridor dos Sete Mares". O single dessa música vendeu 1 milhão de cópias no Brasil. A versão em inglês da música "Innocence", escrita pela própria Deborah aos 18 anos, conquistou fãs em todo o mundo. No Brasil, a canção ficou por 13 semanas no topo das paradas de sucesso, e recebeu uma edição especial na Europa.

### 1994–1996:Gravações do segundo álbum e Atlantic Records
Após alguns anos focados na divulgação do álbum A Different Story no Brasil, Blando assinou contrato com o selo Lava Records da Atlantic Records para a produção de um segundo álbum em inglês para o mercado americano, com lançamento originalmente previsto entre os anos de 1995 e 1996.
Em paralelo à produção do álbum, Blando também contribuiu com vocais para o álbum Suave Suave do grupo de trip hop B-Tribe, lançado em 1995.
A composição e produção do álbum contou com David Foster, que colaborou com Céline Dion e Whitney Houston na mesma época. Em Nova Iorque, Blando compôs músicas com Carl Sturken e Evan Rogers, que posteriormente trabalharam com Christina Aguilera e Rihanna. As músicas produzidas por Foster chamaram a atenção do colaborador de longa data de Madonna, Patrick Leonard, que também juntou-se ao projeto.
Devido à problemas de saúde na família, Blando retornou ao Brasil e renegociou junto à gravadora, que cedeu as músicas para fossem lançadas no Brasil por outro selo. Parte das músicas gravadas entre 1995 e 1996 foram posteriormente utilizadas no álbum Unicamente, lançado em 1997. 

### 1997–1999:UnicamenteeDeborah Blando
Em 1996, Blando assinou contrato com a Virgin Records no Brasil e lançou o álbum Unicamente no ano seguinte. Juntando temáticas espirituais e naturais, o álbum teve a participação de produtores de renome, como Patrick Leonard (de Madonna e Jeff Beck) e David Foster (de Michael Jackson, Natalie Cole e Whitney Houston). A primeira música de trabalho, "Unicamente", é uma homeagem à Iemanjá e explodiu nas paradas como tema principal da telenovela A Indomada da Rede Globo. A segunda música de trabalho, "Gata", fez parte da trilha do seriado Malhação, também na Rede Globo. "Última Estória" foi lançada como a última música de trabalho do álbum. O álbum foi certificado como ouro pela Pro-Música Brasil e vendeu 120 mil cópias até novembro de 1997.
Em 1998, Deborah lançou seu terceiro álbum, que levou seu nome no título, Deborah Blando. Este álbum é o maior sucesso de Deborah na Europa, ganhando disco de ouro em Portugal. O álbum marcou uma nova transformação visual para a cantora, que aderiu à tatuagens de rena e símbolos tribais A primeira música de trabalho foi "Somente o Sol", tema de abertura da novela Corpo Dourado, o que possibilitou boa repercussão nas rádios do país. Uma segunda música de trabalho, "Águias", também foi lançada no mesmo ano. A canção "Próprias Mentiras" foi incluída na trilha sonora de Malhação 1999, como tema da personagem Érica (interpreatada pela atriz Samara Felippo). Em 2000, dois anos após o lançamento do álbum, "Próprias Mentiras" tornou-se um grande sucesso nas rádios devido à sua inclusão na trilha sonora da novela Laços de Família, como tema da personagem Íris (interpretada pela atriz Deborah Secco).
Um quarto álbum, contendo versões em inglês das músicas de Unicamente e Deborah Blando (incluindo faixas gravadas durante seu período na Atlantic Records), também seria lançado, mas o projeto foi engavetado.

### 2000–2002:SalvatriceeA Luz Que Acende o Olhar
Blando continuou gravando músicas nos Estados Unidos após o lançamento do álbum Deborah Blando, mas enfrentou uma grande crise com sua então gravadora, Virgin Records. Acolhida por um outro selo, Abril Music, retornou ao Brasil e voltou às origens italianas e lançou o álbum Salvatrice, que recebe seu segundo nome, Salvatrice, apenas com regravações italianas recentes, incluindo covers de Rolling Stone e Laura Pausini. Nessa mesma época, foi convidada pela Disney para gravar o tema do filme Atlantis: The Lost Empire.
Em 2002, ela lançou pela Universal Music sua primeira coletânea, A Luz Que Acende o Olhar, contendo todos os seus hits, e como bônus mais cinco faixas inéditas. A faixa-título, lançada como o primeiro e único single da compilação, virou trilha da novela O Beijo do Vampiro, se tornando mais um grande sucesso da artista nas rádios brasileiras. Novamente cotada para fazer uma trilha sonora para a Rede Globo, gravou o tema de abertura da novela Chocolate com Pimenta. Em 2003, foi convidada pelo cantor irlandês Ronan Keating (ex-Boyzone) na faixa "When You Say Nothing At All", um dueto de grande sucesso na Inglaterra.

### 2003–2011: Problemas pessoais e hiato
Em 2003, Blando sofreu um agravamento em seu estado de saúde, sendo diagnosticada com síndrome do pânico, depressão e bipolaridade. Suas primeiras crises de pânico aconteceram em 1993, devido ao forte assédio de seus fãs e dos paparazzi. Posteriormente, as crises de pânico retornaram muito mais fortes em 1997, devido a grande exaustão no trabalho, já que a turnê de Unicamente contou com 180 shows no mundo inteiro. Blando declarou que isso foi em decorrência de ter iniciado sua carreira aos 10 anos de idade, e que por isso acabou não priorizando sua vida pessoal. Ela também atribuiu a forte queda do mercado fonográfico naquela época, o que a fez ficar infeliz com sua profissão. Para lidar com seus problemas psicológicos, passou a fazer tratamento psiquiátrico e começou a tomar vários medicamentos, o que a deixavam robótica, apelando ao uso de cannabis para cortar o efeito dos remédios e assim poder dormir. Nesta época, relatou ter tido uma experiência de quase morte por uma overdose de ritalina e revelou que a quantidade de medicamentos a fez ter problemas com sua voz.
Para compensar os efeitos colaterais dos remédios, ela viciou-se em cigarro, cocaína e álcool, o que a levou ao agravamento de seu estado de saúde. Como tentativa de superar seu vício, mudou-se para perto de sua família em Florianópolis, começando a praticar meditação e frequentar sessões de psicanálise. Blando também começou a frequentar um templo budista na Inglaterra, onde passou dois anos estudando e se aprofundando na religião. Em 2010, internou-se em uma clínica de reabilitação para dependentes químicos, onde conseguiu estabilizar-se novamente. A cantora também atribuiu sua melhora à união da psicanálise lacaniana com o budismo, dizendo: "Eu troquei a medicação pela meditação. Eu quase morri, mas nasci novamente. E hoje sou uma pessoa muito mais forte." Nesta época, ela chegou a gravar um álbum baseado na música eletrônica, que foi intitulado Polares, que estava originalmente previsto para ser lançado em setembro de 2006, mas o álbum acabou por ser cancelado. Mesmo assim, "Contrato Assinado" e "Every Minute", duas músicas gravadas para o álbum, estiveram na trilha sonora da telenovela Sete Pecados.

### 2012–2016: Renovação pessoal, turnê acústica eIn Your Eyes
No final de 2011, foi anunciado em seu site oficial que revisitaria sua carreira em um show acústico após anos de afastamento. Blando afirmou que seu retorno veio à pedido dos fãs, e que não se preocupava com sucesso, pois só gostaria de retornar a cantar.
Mais intimista, e com o objetivo de passar a limpo sua carreira, voltou à estrada com uma roupagem que incluiu dois violões e um piano. Com o produtor e parceiro Alexandre Green, decidiu com este formato rever seu repertório de sucessos e ainda criar versões de clássicos que vão de Red Hot Chili Peppers e Nirvana a Prince, David Bowie e Guns N' Roses. Depois de muito experimentar o repertório, Deborah misturou em seu caldeirão de influências canções que revelam seu DNA artístico, demonstrando uma maturidade que a destaca entre o pop produzido no país. Apoiada pelo violão de Ricardo Medeiros e o piano e violão de Green, a cantora embarcou nesta maratona de shows com o propósito de mostrar ao público suas canções e interpretações despida de qualquer artifício. Música pura, nua, onde o maior destaque é sua voz e a beleza de um instrumental reduzido e sofisticado.
Em 2012, Deborah gravou duas canções para a trilha sonora da telenovela Guerra dos Sexos, da Rede Globo: "Anjo" e "In Your Eyes". No ano seguinte, lançou seu sexto álbum, In Your Eyes. Em 2015, lançou "Jeito Particular".

### 2017–2019:One TrutheHeart of Gold
Em 2017, Blando anunciou que retornaria com uma nova música de trabalho, "One Truth", descrita como "uma música contra qualquer tipo de preconceito, até mesmo o preconceito das fallhas que vemos no outro." Em 2018, lançou o single "One Truth" e embarcou em uma turnê para a promoção do trabalho. A canção também foi incluída na trilha sonora da novela O Tempo Não Para. No ano seguinte, lançou o EP Heart of Gold, contendo três outras faixas em inglês.
Blando fez seu último show no Brasil no dia 19 de maio, no Sesc Paulista, em São Paulo. Em novembro de 2019, lançou a faixa "We Fly" nas plataformas digitais.
Em 2019, Deborah, que morava em Jurerê Internacional, em Florianópolis anunciou que deixaria o Brasil, em sua conta no Instagram, alegando que não estava satisfeita com o atual mercado musical brasileiro. "Infelizmente aqui quem não é artista é famoso. E quem não canta faz sucesso.", disse ela em sua publicação. Ela também criticou duramente a música brasileira atual, especialmente as letras machistas e grotescas, e a falta de poesia e arte, afirmando que pretendia se mudar para a Inglaterra, em busca de novas formas de fazer arte. Blando reside na Inglaterra desde outubro de 2019, no centro de meditação Manjushri Kadampa. Ela mora junto com seus dois cachorros, Shanti e Deva. A artista formou-se como professora de meditação Mahayana, e que vivendo em meio a natureza e às práticas meditativas, encontrou seu caminho espiritual que a conduz a felicidade plena. A cantora não pretende retornar ao Brasil.

### 2020–presente:Polares
Em abril de 2020, Blando lançou a música "I Will Never Forget You" de maneira independente nas plataformas de streaming, trazendo uma letra influenciada pelas palavras de seu guia espiritual no Manjushri. Em meio à pandemia de 2020, o vídeoclipe foi gravado com ajuda de amigos, à distância, e todos os direitos foram doados para um projeto pacifista.
Em julho de 2020, Blando lançou o álbum Polares, como um presente para seus fãs, 14 anos depois de suas gravações.
Deborah ainda frequenta sessões de psicoterapia para estabilizar suas emoções, e toma lítio para tratar seu transtorno bipolar, que não tem cura. Ela está estudando para formar-se como professora de budismo e ioga, e que residir em um centro de meditação budista em Ulverston, no norte da Inglaterra, era um desejo muito antigo. Em entrevistas revelou: Coincidência ou não, nesse momento de quarentena estou isolada em um lugar que sonhei estar há mais de 20 anos. Cheguei aqui para fazer um curso intensivo, entre 34 pessoas escolhidas no mundo todo. É algo bem profundo, não só intelectualmente, mas também na prática. Meditamos muito.

## Vida Pessoal
Solteira e sem filhos por opção, em entrevistas revelou: Já passou a hora de ter filhos, tive vontade, não deu certo, mas tenho meus filhos caninos. Não tem diferença nenhuma para mim. Exerço a maternidade total. Quanto a ter um parceiro? Não é uma coisa muito importante para mim, se rolar acho legal. Nunca me casei e não tenho essa vontade. Estou bem focada na minha vida espiritual e isso me preenche. Se vier alguém, não estou fechada, mas não tenho apego por relacionamento. Ainda bem. Estou feliz assim.
A cantora revelou que sofreu abuso em sua juventude, por parte de um ex-namorado. Ela só conseguiu livrar dele quando voltou a morar com sua mãe, mas que o mesmo continuou perseguindo-a por bastante tempo, descobrindo que ele havia sido abusivo em outros relacionamentos. Revelou também que se arrependeu de não tê-lo denunciado, pois na época não queria expor publicamente sua situação.
Blando conta que, embora faça meditação desde 1999, e só atualmente esteja em total sintonia com a espiritualidade, não fez renúncias mundanas, ainda preocupando-se com sua vaidade, mas que apenas não tem mais apego a nada: Não estou longe dos bens materiais. Gosto de uma boa roupa de cama. Na nossa tradição, a renúncia não é uma coisa externa, é interna. Se renuncia ao sofrimento, ao apego que traz o sofrimento. Temos os prazeres, mas o jeito que a gente lida é diferente. A gente sabe que a felicidade não está naquilo material, mas não deixa de curtir. A renúncia é o estado mental, não tem nada de perder alguma coisa, muito pelo contrário, a gente só ganha.

## Discografia

### Álbuns de estúdio
- 1991: A Different Story
- 1997: Unicamente
- 1998: Deborah Blando
- 2000: Salvatrice
- 2013: In Your Eyes
- 2020: Polares

### Extended plays
- 2013: Deborah Blando - EP
- 2018: One Truth
- 2019: Heart of Gold

### Coletâneas
- 2002: A Luz Que Acende o Olhar

### Trilhas em telenovelas
| Ano  | Canção                                                                               | Novela                | Emissora   |
| ---- | ------------------------------------------------------------------------------------ | --------------------- | ---------- |
| 1991 | "Boy (Why You Wanna Make Me Blue)"                                                   | Vamp e Verão 90       | Rede Globo |
| 1992 | "Innocence"                                                                          | Perigosas Peruas      | Rede Globo |
| 1993 | "Decadence Avec Elegance"                                                            | Deus Nos Acuda        | Rede Globo |
| 1993 | "A Maçã"                                                                             | O Mapa da Mina        | Rede Globo |
| 1994 | "Merry-Go-Round"                                                                     | Olho no Olho          | Rede Globo |
| 1997 | "Unicamente"                                                                         | A Indomada            | Rede Globo |
| 1997 | "Gata"                                                                               | Malhação              | Rede Globo |
| 1998 | "Somente o Sol (I'm Not In Love)"                                                    | Corpo Dourado         | Rede Globo |
| 2000 | "Próprias Mentiras"                                                                  | Laços de Família      | Rede Globo |
| 2000 | "Seamisai"                                                                           | Roda da Vida          | RecordTV   |
| 2002 | "A Luz Que Acende O Olhar (Cuccioli)"                                                | O Beijo do Vampiro    | Rede Globo |
| 2002 | "When You Say Nothing At All (O Amor Fala Por Nós)" - Ronan Keating & Deborah Blando | O Beijo do Vampiro    | Rede Globo |
| 2003 | "Chocolate Com Pimenta"                                                              | Chocolate com Pimenta | Rede Globo |
| 2007 | "Contrato Assinado"                                                                  | Sete Pecados          | Rede Globo |
| 2007 | "Every Minute (Polares)"                                                             | Sete Pecados          | Rede Globo |
| 2012 | "Anjo"                                                                               | Guerra dos Sexos      | Rede Globo |
| 2012 | "In Your Eyes" feat. Antonio Eudi                                                    | Guerra dos Sexos      | Rede Globo |
| 2018 | "One Truth"                                                                          | O Tempo Não Para      | Rede Globo |

## Prêmios
Em mais de 25 anos de carreira, a cantora conquistou diversos prêmios musicais. Soma, com seis discos lançados, mais de seis milhões de cópias vendidas e mais de 22 participações em trilhas sonoras para telenovelas e filmes. No ano de 2002, ganhou o troféu de melhor canção do ano com o single "A Luz Que Acende o Olhar" (Cuccioli), tema da telenovela "O Beijo do Vampiro. O sucesso também garantiu a Deborah a primeira posição em todas as rádios do Brasil, sendo a canção mais tocada de toda uma temporada. Em 2003, Deborah ganhou na categoria de melhor cantora de canção popular no primeiro Prêmio TIM de Música.